# Sutonocrea duplicata
Sutonocrea duplicata är en fjärilsart som beskrevs av M.Gaede 1928. Sutonocrea duplicata ingår i släktet Sutonocrea och familjen björnspinnare. Inga underarter finns listade i Catalogue of Life.